# 勒唐普勒 (德塞夫勒省)
勒唐普勒（法語：Le Temple，法語發音：[lə tɑ̃pl]）是法国德塞夫勒省的一个旧市镇，属于布雷叙尔区。1973年1月1日，勒唐普勒与邻近的6个市镇并入市镇莫莱翁。

## 地理
勒唐普勒（46°55'42"N, 0°48'53"W）位于法国新阿基坦大区德塞夫勒省，该省份为法国西部内陆省份，北起曼恩-卢瓦尔省，西接旺代省，南至夏朗德省和滨海夏朗德省，东临维埃纳省。
勒唐普勒的时区为UTC+01:00、UTC+02:00（夏令时）。

## 行政
勒唐普勒的邮政编码为79700，INSEE市镇编码为79323。

## 人口
勒唐普勒于2018年1月1日时的人口数量为483人。